# Kolomanskirche

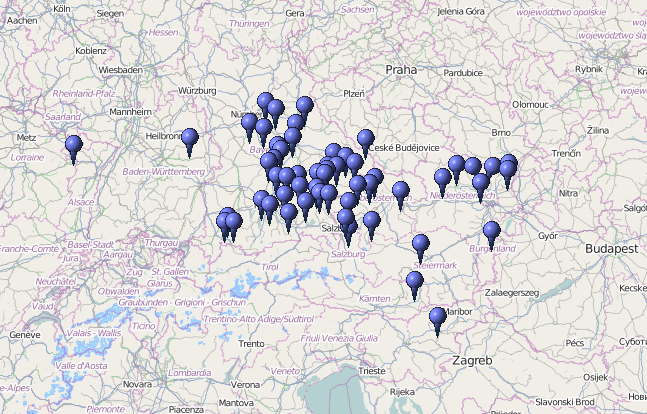
Kolomanskirchen (Erfassung Stand 2014)

Kolomanskirche, auch Colomannskirche und ähnlich, heißen Kirchen und Kapellen, die dem heiligen Koloman († 1012 in Niederösterreich) geweiht sind. Patrozinium ist der Kolomanitag, 13. Oktober.
Der irische Wallfahrer Koloman wurde bei den Babenbergern um das Jahr 1000 beliebt und war von 1244 bis 1663 österreichischer Landespatron, die Verehrung ist besonders in Österreich und angrenzenden Regionen sowie in Bayern verbreitet.
♁ … Sanktuarien, wichtige Wallfahrtskirchen

## Deutschland
- Aiglsbach, OT Berghausen: Filialkirche St. Koloman (Berghausen)
- Berg bei Neumarkt in der Oberpfalz, OT Oberrohrenstadt: St. Koloman (Oberrohrenstadt)
- Bodenwöhr, OT Warmersdorf: Wallfahrtskirche St. Koloman
- Burgsalach: St. Koloman (evangelisch)
- St. Koloman (Coloman)
- Dietramszell, OT Bairawies: Filialkirche St. Koloman
- Dorfen, OT Sankt Colomann: Filialkirche St. Kolomann (Pfarrei Schwindkirchen, Bayern)
- Egling, OT Reichertshausen: Kapelle St. Coloman
- Fischbachau, OT Schnitzenbaum: Kapelle St. Koloman
- Fridolfing, OT Kolomann: Kapelle St. Koloman
- Glonn, OT Haslach: Filialkirche St. Koloman
- Grainet, OT Exenbach: Wallfahrtskapelle St. Koloman
- Hebertsfelden, OT Kollomann: Filialkirche St. Koloman
- Ismaning: Kapelle St. Koloman in der Isarau, 1804 abgebrochen, jedoch 2008 wieder errichtet[1]
- Ismaning, OT Fischerhäuser: Filialkirche St. Koloman
- Kirchseeon, Filialkirche St. Coloman Kirchseeon-Dorf
- Langquaid, OT Leitenhausen: Kapelle St. Koloman
- Niederwinkling, OT Lenzing: Filialkirche St. Koloman
- Mainburg, OT Massenhausen: Kapelle St. Koloman
- Mittich: Wallfahrtskapelle St. Koloman
- Münsing, OT Weipertshausen: Kapelle St. Koloman[2]
- Neukirchen vorm Wald: St. Kolomann (Neukirchen vorm Wald)
- St. Koloman (Oberrohrenstadt)
- Ortenburg, OT Kollmann: Kapelle St. Koloman
- Palling, OT Kamping: Kapelle St. Kolomann am Kolmandelfeld
- Pfronten, OT Ösch: Kapelle St. Koloman
- Pleiskirchen, OT Sigrün: Kirche St. Koloman
- Regensburg, OT Harting: Filialkirche St. Coloman
- Reischach, OT Kirchhaunberg: Kirche St. Koloman
- Rimsting, OT Hochstätt: St. Kolomannskapelle
- Roßbach, OT Untergrafendorf: Kapelle St. Koloman
- Soyen, OT Schlicht: Kapelle St. Kolomann
- Schwäbisch Gmünd, OT Rehnenhof-Wetzgau: St. Coloman
- Schwangau: St. Coloman
- Seeg, OT Schwarzenbach: Kapelle St. Koloman
- Schweitenkirchen, OT Sünzhausen: Kuratienkirche St. Kolomann
- Tacherting, OT Kirchstätt: Filialkirche St. Koloman
- St. Coloman (Thonhausen)
- Triftern, OT Lengsham: Kirche St. Koloman
- Velburg, OT Sankt Colomann: Filialkirche St. Colomann
- Wörth, OT Sankt Koloman: Wallfahrtskirche St. Kolomann
- Wurmannsquick, OT Grasensee: Filialkirche St. Kolomann

## Frankreich
- Garrebourg, Moselle: Église Saint-Coloman[3]

## Österreich
Burgenland:
- Pfarrkirche Piringsdorf hll. Johannes d.T. und Koloman

Kärnten:
- Filialkirche St. Kollmann bei Griffen[4]

Niederösterreich:
- Pfarrkirche Ebenthal
- Pfarrkirche Eichenbrunn
- Ortskapelle Hölles, Gemeinde Matzendorf-Hölles
- Pfarrkirche Laab im Walde (ehem. Schlosskirche Wintersbach)
- Pfarrkirche Rohrendorf bei Krems
- ♁ Kolomanskapelle in Stockerau – Ort seines Martyriums; Schutzpatron der Stadt
- Kirche des Klosters St. Koloman, Stockerau
- Pfarrkirche Weikendorf

Oberösterreich:
- Pfarrkirche Altenhof am Hausruck
- Kolomanskirche in Grieskirchen
- Kapelle Kolomanischacher in Oberhaunsberg bei Eggelsberg[5]
- Stadtpfarrkirche Steyr
- Kolomansbergkirche am Kolomansberg, Gemeinde Tiefgraben, Oberösterreich (Grenze zu Salzburg, älteste Holzkirche Österreichs)

Salzburg:
- Pfarrkirche Sankt Koloman bei Hallein

Steiermark:
- Filialkirche Kobenz im Murtal

historisch:
- Burgkapelle Ruine Aggstein Hl. Koloman und Georg, NÖ (Ruine)
- Kirche in Heimhausen, OÖ (nach 1780 abgekommen)[5]
- Kirche in Sankt Kollmann bei Schildorn, OÖ (abgekommen)

Die Stiftskirche Melk –  ♁ Grabkirche; Schutzpatron von Stadt und Stift – trägt aber das Patrozinium Peter und Paul

## Slowenien
- Lokavec, Občina Laško, Savinjska: Cerkev sv. Kolomana